# Darksiders
Darksiders, originalmente conhecido como Darksiders: Wrath of War, é um jogo eletrônico de ação-aventura e hack and slash desenvolvido pela Vigil Games e publicado pela THQ para os consoles Playstation 3 e Xbox 360, lançado em 5 de janeiro de 2010 nos Estados Unidos. A versão para plataforma Windows foi lançada no dia 23 de setembro de 2010 na América do Norte e Austrália. O jogo foi lançado em 7 de janeiro na Austrália, 8 de janeiro na Europa e 18 de março no Japão.
Uma nova versão remasterizada do jogo foi anunciada intitulada Darksiders: Warmastered Edition, foi lançada em 22 de novembro de 2016, para PlayStation 4 e Xbox One e em 29 de novembro de 2016, para Microsoft Windows. Uma versão para o Nintendo Wii U foi lançada em 23 de maio de 2017, e uma versão para Nintendo Switch foi lançada em 2 de abril de 2019.

## Jogabilidade
Por ser do gênero hack and slash, o jogo foi muito comparado com outros do gênero, principalmente God of War, e apesar das comparações e críticas, fez muito sucesso, vendendo nas primeiras quatro semanas por volta de 1,2 milhão de cópias originais ao redor do mundo.
Darksiders é um jogo de ação-aventura de um jogador, no qual o mesmo controla Guerra (War, no original), um dos Quatro Cavaleiros do Apocalipse. Numa perspectiva de terceira pessoa, o jogador passa por combates, quebra-cabeças e exploração. O mundo está dividido em localizações separadas, e muitas delas só estão acessíveis depois que Guerra adquire algumas de suas armas e habilidades perdidas durante o enredo.
O centro do mundo, The Scalding Gallow (A Forca Escaldada, em tradução literal), funciona como um hub onde são designados os objetivos de Guerra, além de conter os caminhos para outras localidades. Cada uma delas contém uma série de caminhos lineares e não lineares, cujo ambos requerem uma série de caminhadas, escaladas e travessias a nado, baseadas em quebra-cabeças que se misturam ao ambiente que impedem o jogador de passar, fazendo-o usar técnicas e habilidades que ele vai ganhando ao longo do jogo. Guerra luta principalmente contra anjos e demônios, e tem uma forma única de matar cada um deles, geralmente cortando-os dolorosamente.
Apesar de Guerra, no começo estar limitado à somente usar sua espada, Chaoseater, ele irá obter outras armas conforme for avançando o jogo. Cada arma contém uma série de diferentes ataques combinados que podem ser obtidos ao longo do jogo. Além de combos, o jogador é encorajado a usar diversos movimentos de combate, bloqueios e esquivas, que o ajudam a derrotar inimigos. Armas que disparam projéteis, como um revólver ou uma lâmina em forma de bumerangue também podem ser usadas em combates e quebra-cabeças. Um número de objetos espalhados pelo ambiente - coisas como carros e postes - também podem ser usados como armas e projéteis.
Em um certo ponto do jogo, Guerra ganha a habilidade de invocar sua montaria, Ruína, um cavalo ardente que o fornece um movimento mais rápido e ataques mais fortes em áreas abertas. Assim como as armas, Guerra também pode usar uma série de ataques baseados em magia, conhecidos como Fúria (Fury, no original), que podem ser ambos ofensivos e defensivos, e pode ser usado com o restante de Fúria adquirida, mostrada na tela em uma barra, em baixo da barra de vitalidade.
Outro ataque especial que Guerra pode fazer é se transformar, temporariamente, em sua Chaos Form, que faz ele ficar maior e mais forte, além de ser resistente a danos. Essa forma é desbloqueada após um ponto no jogo, e pode ser ativada quando o medidor de Caos de Guerra estiver cheio, após derrotar vários inimigos. Quando os inimigos estão pertos de serem derrotados, Guerra pode fazer um movimento de finalização ao estilo God of War, apertando o botão indicado na tela, eliminando automaticamente a ameaça. Guerra eventualmente encontra chefes de fases que são gigantes e geram um grande dano, que requerem um certo método ou arma para ser derrotado, e, em alguns casos, geram eventos onde o jogador tem que apertar um certo botão o mais rápido possível.
Quando derrotados, vários inimigos expelem almas que fornecem diferentes benefícios. Há três tipos de almas no mundo de Darksiders: almas verdes que enchem sua barra de vitalidade, almas amarelas que enchem seu medidor de Fúria, e almas azuis que servem como um tipo de moeda no jogo. Essas almas azuis podem ser gastas na "loja" do mercadante Vulgrim, para adquirir novos combos, armas, poções e magias. Há também artefatos espalhados pelo mundo que podem ser trocados por almas azuis. Adicionalmente, todas as almas podem ser adquiridas abrindo baús achados pelo mundo. Outros itens também podem ser achados dentro desses baús, como núcleos de Fúria e fragmentos de Vida, que, depois de completar quatro, aumentam sua fúria e sua vitalidade permanentemente.
Os elementos do jogo são constantemente descritos como uma combinação de outras duas franquias de jogo, God of War e The Legend of Zelda, são usados para comparar o estilo de Darksiders.

## História
No começo, o Reino do Céu e o Reino do Inferno lutavam uma guerra sem fim. O conflito (Strife, no original), fez surgir o Conselho das Chamas, uma entidade vinculada por leis antigas para preservar ordem e equilíbrio. O Conselho considerou que qualquer grande poder sem controle seria uma ameaça ao tecido do universo; usando uma irmandade de quatro poderosos cavaleiros sob seu controle o conselho enviou-os para a guerra, para que o Céu e o Inferno o honrem o conselho e suas leis pois ninguém era mais poderoso que os Quatro Cavaleiros.
Em meio ao tumulto os primeiros humanos emergiram. O Conselho previu que os humanos um dia seriam parte da balança. Então o terceiro reino foi criado, o Reino dos Homens. Por ordem do conselho foi forjada uma trégua entre o Céu e o Inferno, para que a humanidade se prepare. Um grande pacto foi feito e vinculado a sete selos, para serem quebrados quando o Reino dos Homens estiver pronto para a guerra do apocalipse. O pacto dizia que quando os sete selos fossem quebrados Céu e Inferno voltariam a terra para guerrear outra vez, os quatro cavaleiros cavalgariam novamente e os três reinos seriam julgados.
Nos dias atuais, os exércitos do Céu e do inferno caem na terra e começa a batalha final, as duas forças, destruindo tudo em seu redor. No meio do caos um dos quatro cavaleiros, Guerra é convocado para a Terra para trazer a ordem. Durante a luta contra os demônios e os anjos, Guerra encontra Abaddon, o líder das tropas do Céu.
Straga, um poderoso demônio, surge a partir do solo e esmaga Abaddon. Guerra enfrenta Straga e é morto. No Inferno, ele é salvo da morte e enviado ao Conselho, que o acusa de trazer a guerra do Apocalipse prematuramente e de se aliar ao Reino do Inferno, destruindo os anjos e a humanidade. As leis do Conselho dizem que a pena para tais infrações é a morte, mas Guerra afirma que foi invocado e exige uma chance de provar o que diz e encontrar e punir o responsável, para enfim restaurar o equilíbrio. O Conselho concorda com a condição de que ele será vinculado a um dos seus detentores, O Vigia, que tem o poder de matar Guerra caso ele se afaste da sua missão.
Ao retornar à Terra, Guerra descobre que ele se foi há um século. Liderados pelo senhor dos demônios, conhecido como "O Destruidor", as forças do inferno foram vitoriosas em aniquilar os exércitos do Céu, da qual só sobrou uma resistência pequena, conhecida como a Guarda do inferno, liderada pelo anjo Uriel. Toda a humanidade está morta ou se transformou em zumbis e a Terra está em ruínas.
Ao negociar com o demônio comerciante, Vulgrim, Guerra descobre que o Destruidor se esconde na Torre Negra e é aconselhado a procurar Samael, que já foi quase tão poderoso que já foi o príncipe das trevas, em busca de assistência para entrar na Torre. Samael explica que há quatro escolhidos que protegem a entrada da Torre Negra, e ele pede a Guerra para matá-los e trazê-lo seus corações em troca de acesso à torre. No caminho para matar o segundo escolhido Guerra encontra Ulthane, um dos antigos, e ganha seu respeito após ajudá-lo a proteger seu jardim do ataque de Uriel e sua Guarda do Inferno, que procurava matar Guerra, já que eles acreditam nos rumores de que ele causou a Apocalipse. Quando Guerra vai matar o último escolhido, Silitha, ela o conta que os escolhidos não protegem a entrada da Torre Negra e seu verdadeiro propósito é impedir Samael de recuperar seus antigos poderes. Guerra entrega os corações dos quatro escolhidos a Samael que, ao receber o coração final, Samael ainda se mantém fiel à sua palavra e envia Guerra para a Torre Negra, dizendo que eles se encontrarão novamente.
Na Torre, Guerra encontra Azrael, o Anjo da Morte, que foi preso lá. Azrael confessa que ele e Abaddon conspiraram para trazer o Apocalipse à frente do tempo, com medo de que se a trégua demorasse mais o Reino do Céu seria derrotado. No entanto, o plano se desfez com a morte de Abaddon. Depois de ouvir isso, Guerra decide que sua missão está completa, pois ele descobriu o culpado, que está morto. O Vigia discorda, dizendo-lhe que o equilíbrio deve ser restabelecido com a morte do Destruidor. Guerra viaja, então, ao coração da Torre Negra, onde ele enfrenta e mata Straga, assim, vingando a sua derrota anterior. Azrael, agora livre, salva Guerra enquanto a Torre desaba devido à morte de Straga, e o leva ao Jardim do Éden, que por muito tempo foi dado como destruído. Lá, Azrael diz a Guerra que a Árvore do Conhecimento pode revelar-lhe como ele pode derrotar o Destruidor.
No Éden, Guerra visita a Árvore, que lhe dá uma visão: Abaddon, depois de morto, foi levado para o inferno e uma mulher desconhecida lhe oferece uma escolha: Servir no Céu ou no Inferno reinar. Abaddon escolheu a segunda opção e se transformou no Destruidor. Ele então pegou o Sétimo Selo, que agora guarda. A visão também prevê que o destruidor planeja atacar o Céu; Uriel vai então liderar a Guarda do Inferno contra o Destruidor, e é derrotada. O Conselho previu estes acontecimentos, e concluiu que somente um cavaleiro poderia parar os conspiradores, mas sabia que eles nunca se rebaixariam para se tornarem meros assassinos. Assim que a guerra do Apocalipse se inicia, o Conselho convoca Guerra para poderem acusá-lo, sabendo que ele iria fazer dever tudo para limpar seu nome. Guerra também tem uma visão de si mesmo sendo atacado pelo Vigia e depois sendo apunhalado pelas costas por uma espada grande e mística. Azrael deduz que a espada na visão de Guerra foi a Lâmina do Armageddon, a espada que Abaddon usou para quebrar os selos e a única arma capaz de matar o Destruidor, e dá a Guerra a tarefa de encontrar os pedaços da lâmina e levá-los para Ulthane para reforjá-la.
Guerra se encontra mais uma vez com Uriel, e os dois fazem o Nex Sacramentum, uma luta até a morte, em que um dos dois deve necessariamente morrer pela mão do outro. Guerra sai vitorioso e escolhe não matar Uriel, apesar da insistência do Vigia. Guerra promete a Uriel que sua morte será em um momento de sua escolha.
Após Guerra recolher todos os fragmentos da espada, ele retorna para Ulthane para que ele possa forjar a Lâmina do Armageddon novamente. Enquanto isso, Uriel e a Guarda do Inferno se defendem do Destruidor, e, como previsto, eles falham. No fim da batalha, Guerra encontra o Destruidor, e lhe é dada a opção de se juntar a ele. Guerra nega e enfrenta o Destruidor, que reverte para Abaddon quando Guerra destrói sua forma demoníaca com a lâmina. Guerra, em seguida, duela com o anjo, finalmente derrotando e matando Abaddon.
Guerra recupera o Sétimo Selo, mas é interrompido quando o Vigia usa o poder dado a ele pelo Conselho para torturar Guerra e rouba o selo, sabendo que ele iria se voltar contra o Conselho. Quando o Vigia está prestes a matá-lo, Uriel apunhala Guerra pelas costas com a Lâmina do Armageddon, concretizando a visão da árvore e cumprindo o Nex Sacramentum. Em seguida, ela quebra o Sétimo Selo, retornando Guerra à sua plena força. Agora, livre do controle do Vigia, Guerra esmaga sua cabeça, matando-o.
Uriel avisa Guerra que seu dever é caçá-lo. Como Guerra está prestes a partir, Uriel aponta que as forças do Céu irão caçá-lo, bem como aqueles leais ao Conselho, e que o Inferno o odeia. Perguntando-lhe se ele vai travar esta nova guerra sozinho, Guerra vira para ela e diz: "Não. Não sozinho."
Guerra, segurando os restos do Sétimo Selo, observa três meteoros despencando em direção à Terra, anunciando a chegada dos três Cavaleiros restantes.

## Personagens
O jogador controla Guerra, o primeiro dos Quatro Cavaleiros do Apocalipse. Junto com o resto dos Cavaleiros, seu trabalho é ser convocado à Terra quando a batalha final do Armaggedon começar. Guerra não afiliado nem com o Céu ou o Inferno, tem como missão trazer ordem pela lei do Conselho das Chamas, cujo propósito é manter o equilíbrio entre as duas forças. Ele mantém um código de honra severo e irá batalhar contra qualquer obstáculo em seu caminho, fazendo todos que ele achar injusto perecer.
Durante a história, Guerra é obrigado a ser acompanhado pelo Vigia, um guarda mandado pelo Conselho para vigiar e guiar Guerra em sua jornada. Por causa de seu trabalho, ele é, na verdade, cético e cínico sobre às ações de Guerra, assim como à sua raiva. Ele aprecia seu dever, e desfruta de machucar e mandar em Guerra, simplesmente por que ele pode. Guerra, mais tarde, usa a orientação de Samael, outrora um majestoso e temido demônio, agora aprisionado, que busca sua própria vingança contra o Destruidor, líder das forças vitoriosas na Terra. Muitos outros personagens tornam-se fundamentais para a trama geral, aparecendo várias vezes. Entre eles está Uriel, líder do exército do Céu após seu primeiro líder, Abaddon, ser morto durante uma batalha; agora abandonada na Terra, busca vingança sobre aqueles que ela acredita serem responsáveis. Outro personagem recorrente é Vulgrim: um demônio comerciante que fornece armas e habilidades para Guerra em trocas de almas. Finalmente, há Ulthane, também conhecido como Martelo Negro, "um dos Antigos" que primeiro aparece hostilmente à Guerra, mas então os dois se tornam amigos; primeiro após ajudar Guerra a entrar no covil do Griever, e então, fazer um revólver encantado para Guerra e reforjar a Lâmina do Armageddon para ele.
Guerra é um poderoso guerreiro com um forte senso de honra que não irá parar por nada antes de alcançar a vingança por ter sido traído.

### Vozes
- Liam O'Brien como Guerra
- Mark Hamill como O Observador
- Phil LaMarr como Vulgrim
- Moon Bloodgood como Uriel
- Troy Baker como Abaddon, Straga
- Lani Minella como Silitha, Tiamat
- Vernon Wells como Samael
- Keith Szarabajka como Azrael
- J.B. Blanc como Ulthane
- Fred Tatasciore como The Charred Council

## Recepção
Darksiders recebeu várias várias críticas positivas. O jogo tem, atualmente, uma média de 82 e 83 pontos no MetaCritic, para as versões de PlayStation 3 e Xbox 360, respectivamente. Algumas resenha descreveram que a versão do Xbox apresentaram algumas falhas, mas que foram ajeitadas através de patches. O site Joystiq afirmou que o jogo vendeu mais de 1 milhão de cópias por todo o mundo.
Dakota Grabowski, do site GameZone disse, deu ao jogo uma nota de 8/10, declarando: "THQ e Vigil Games fizeram um maravilhoso trabalho criando uma propriedade intelectual que tem peso. A atuação de voz é ótima, o combate é requintado, o valor de replay é alto, e o mundo que eles criaram é fascinante. Darksiders é um ótimo jeito de começar de 2010." Christian Higley, da Gaming Evolution, deu uma nota de 9/10 na versão de Xbox 360, dizendo: "Darksiders é o melhor jogo de Zelda que eu já joguei. O estilo visual de Joe Madureira, deslumbrante e único e o próprio jogo é extremamente divertido. Você não pode deixar de jogar Darksiders."
O jogo foi banido nos Emirados Árabes Unidos. O jogo foi considerado como "contradizente dos costumes dos EAU e suas tradições".

## Outras mídias
O criador do jogo, Joe Madureira, está planejando uma HQ e uma possível adaptação cinematográfica. Madureira está trabalhando em um roteiro, e pode vender os direitos para um estúdio de Hollywood. O diretor criativo da THQ, Luis Gigliotti, disse que gostaria de ver Bruce Willis no papel de Guerra na adaptação, porque "ele detona".

## Sequência
O diretor criativo da THQ, Luis Gigliotti, revelou numa entrevista durante a E3 2010 que o jogo Darksiders seria uma franquia, e que um segundo jogo já estava em desenvolvimento. Havia rumores que o novo jogo teria um componente multiplayer, já que os outros Cavaleiros do Apocalipse se juntariam à Guerra. Em 3 de novembro de 2010, a THQ disse que o jogo só seria lançado em 2012.
Foi anunciado que o irmão de Guerra, Morte (Death, no original), seria o protagonista de Darksiders II, e que o novo jogo seria duas vezes maior que o primeiro, segundo o chefe de núcleos de jogos da THQ, Danny Bilson. O novo jogo acontece simultaneamente ao primeiro. "Temos apenas um apocalipse. Seria bizarro ter quatro apocalipses diferentes, um para cada cavaleiro. O game terá algumas mecânicas novas e implementações robustas, que o diferenciarão bastante do primeiro e melhorarão a franquia".
Uma curiosidade: Dois dos irmãos de Guerra, Fome e Conquista, tiveram seus nomes rebatizados para se encaixarem melhor no universo de Darksiders, se tornando, assim, Fúria e Contenda (também traduzido como conflito).